# 暴走族漫画

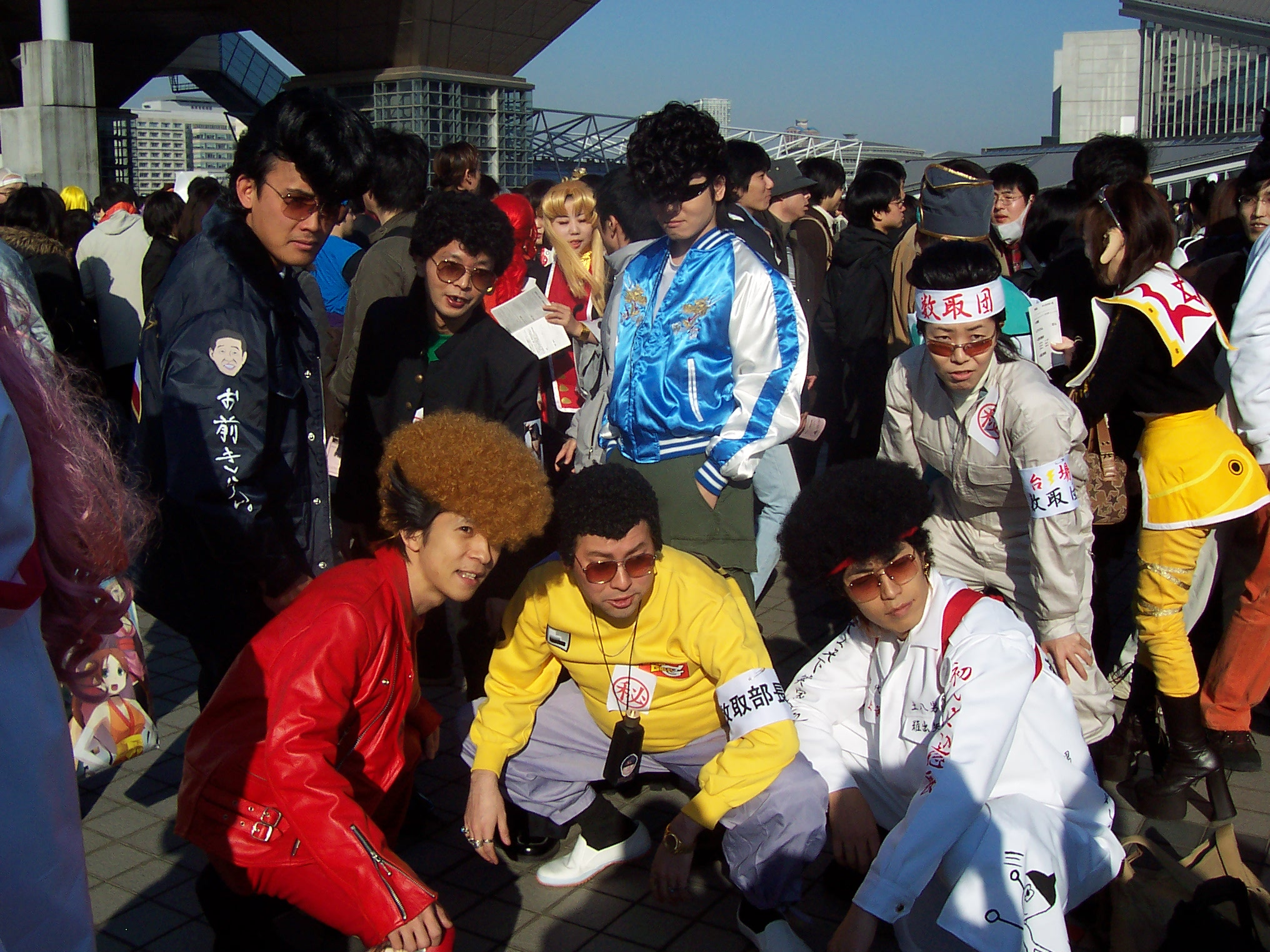
暴走族のコスプレ服装イメージ

暴走族漫画（ぼうそうぞくまんが）は、日本における漫画のジャンルの一つで、暴走族を主題にした漫画作品である。

## 概説
主人公（またはその親友）が暴走族の一員で、改造バイクまたは改造車に乗っており、集会での暴走や暴走族同士の抗争を描く作品が多く見られる。抗争においては、都合よく警察の介入は行なわれないばかりか、プライベートでは理解のある交通機動隊員・白バイ隊員が登場する作品さえもある。また、当初は暴走族に属していなかった主人公がふとした事から暴走族に参加し、その後のストーリー展開により幹部や総長などに昇格していくなどのパターンもある。

## 主な作品
- 湘南爆走族（吉田聡）暴走族漫画の嚆矢
- 湘南純愛組!（藤沢とおる）
- 伝説の頭 翔（原作：夏原武 作画：刃森尊）
- 特攻!アルテミス（森左智）
- 特攻天女（みさき速）
- ドラネコロック（鴨川つばめ）
- 爆音列島（髙橋ツトム）
- ホットロード（紡木たく）

## 暴走族漫画を多く発表している作家とその作品
- 佐木飛朗斗（原作者）
  - R-16（作画：桑原真也）
  - R-16R（作画：東直輝）
  - 外天の夏（作画：東直輝）
  - 疾風伝説 特攻の拓（作画：所十三）、疾風伝説 特攻の拓 外伝 〜Early Day's〜（作画：所十三）
  - 爆音伝説カブラギ（作画：東直輝）
  - 紡!DANGAN★DRIVE!!（作画：奥谷通教）
  - 永遠の詩（作画：上田ナツオ）
- 田中宏
  - BADBOYS
  - BADBOYS グレアー
  - 女神の鬼
- 古沢優
  - 絶っ!オーバーハート
  - ゾク議員
  - 族根 京浜武闘派伝説
  - たいまんぶるうす
  - 直管小僧
  - 東京板橋マル走自動車教習所
  - 特攻会社員
  - 特攻服凶走曲
  - Rock'n爆音
- もとはしまさひで
  - ヤンキー烈風隊
  - 新ヤンキー烈風隊
  - レディース!!
  - 麗霆゛子
- 雄樹慶
  - ザ・爆走烈伝
  - 実録爆走族
  - 族レディス忍
  - 突風 狂走族
  - 横浜ドロップアウト
- 吉田聡
  - 湘南爆走族
  - 荒くれKNIGHT、荒くれKNIGHT高校爆走編、荒くれKNIGHT 黒い残響完結編

## 主人公が自動車に乗っている作品
- ジゴロ次五郎（加瀬あつし）
- ナニワトモアレ、なにわ友あれ（南勝久）

## エピソードの一部として暴走族を取り上げた作品
- あいつとララバイ（楠みちはる）
- エリートヤンキー三郎（阿部秀司）：三郎流星会編
- 代紋TAKE2（原作：木内一雅、作画：渡辺潤）
- 押忍!!空手部（高橋幸二）
- カメレオン、くろアゲハ（加瀬あつし）
- 京四郎（樋田和彦）
- 金メダル暴走族（勝木一嘉）
- TWO突風!（原作：藤井良樹、作画：旭凛太郎）
- バツ&テリー（大島やすいち）
- バリバリ伝説（しげの秀一）
- 無頼男 -ブレーメン-（梅澤春人）
- ブレイド三国志（原作：真壁太陽、作画：壱河柳乃助）
- ペリカンロード、ペリカンロードII（五十嵐浩一）
- HARELUYA II BØY（梅澤春人）
- 本気!（立原あゆみ）
- 緋色マイロード（イケスミチエコ）
- 名門!多古西応援団（所十三）

## 主人公など主要な登場人物が元暴走族の作品
- オメガトライブ、オメガトライブキングダム（玉井雪雄）
- 軽井沢シンドローム、軽井沢シンドロームSPROUT（たがみよしひさ）
- クニミツの政（原作：安童夕馬、作画：朝基まさし）
- 喧嘩ラーメン（土山しげる）
- サラリーマン金太郎（本宮ひろ志）
- GTO（藤沢とおる）
- ドラゴン桜（三田紀房）
- HARELUYA II BØY（梅澤春人）
- HEART（高田りえ）
- ぶっちぎりCA（大和田秀樹）
- ほっといてよ!ママ（富田安紀良）
- ミッドナイト（手塚治虫）
- ムカンノテイオー（玉置一平）
- ヤスコとケンジ（アルコ）
- 戦うJガールズ（富樫じゅん）

## 違法競走型暴走族を描いた作品
- 頭文字D（しげの秀一）
- オーバーレブ!（山口かつみ）
- 湾岸ミッドナイト（楠みちはる）